# ريتشارد مولر (عسكري)
ريتشارد مولر (بالألمانية: Richard Müller)‏ هو عسكري ألماني، ولد في 4 نوفمبر 1891 في Emseloh ‏ في ألمانيا، وتوفي في 16 يوليو 1943 في أوريول في روسيا.